# 哈爾西昂 (加利福尼亞州)
哈爾西昂（英語：Halcyon）是位於美國加利福尼亞州聖路易斯-奧比斯保縣的一個非建制地區。該地的面積和人口皆未知。

## 地理
哈爾西昂的座標為35°06′12″N 120°35′45″W / 35.10333°N 120.59583°W，而該地的平均海拔高度為20米（即66英尺）。